# Aeolosia atropunctata
Aeolosia atropunctata là một loài bướm đêm thuộc phân họ Arctiinae, họ Erebidae.